# 하테페 분화
하테페 분화(Hatepe eruption)는 하테페 플리니식 경석 화산쇄설물 층의 이름을 따서 명명된 화산 분화로, 때로는 타우포 분화 또는 호로마탕이 산호초 유닛 Y 분화라고도 불린다. 이 분화는 서기 232년 ± 10년에 발생한 것으로 추정되며 타우포 화산의 가장 최근 대규모 분화이다. 이는 지난 20,000년 동안 뉴질랜드에서 발생한 가장 큰 분화로 여겨진다. 이 분화로 인해 약 %s의 화산쇄설물이 분출되었고, 그중 30 km3 (7.2 cu mi) 이상이 약 6~7분 만에 분출되었다. 이 때문에 하테페 분화는 기원전 2천년의 미노스 화산 분화, 946년 백두산 분화, 1257년 사말라스산 분화, 1815년 탐보라산 분화와 비견될 만한 지난 5,000년 동안의 가장 큰 분화 중 하나이다.

## 분화 단계

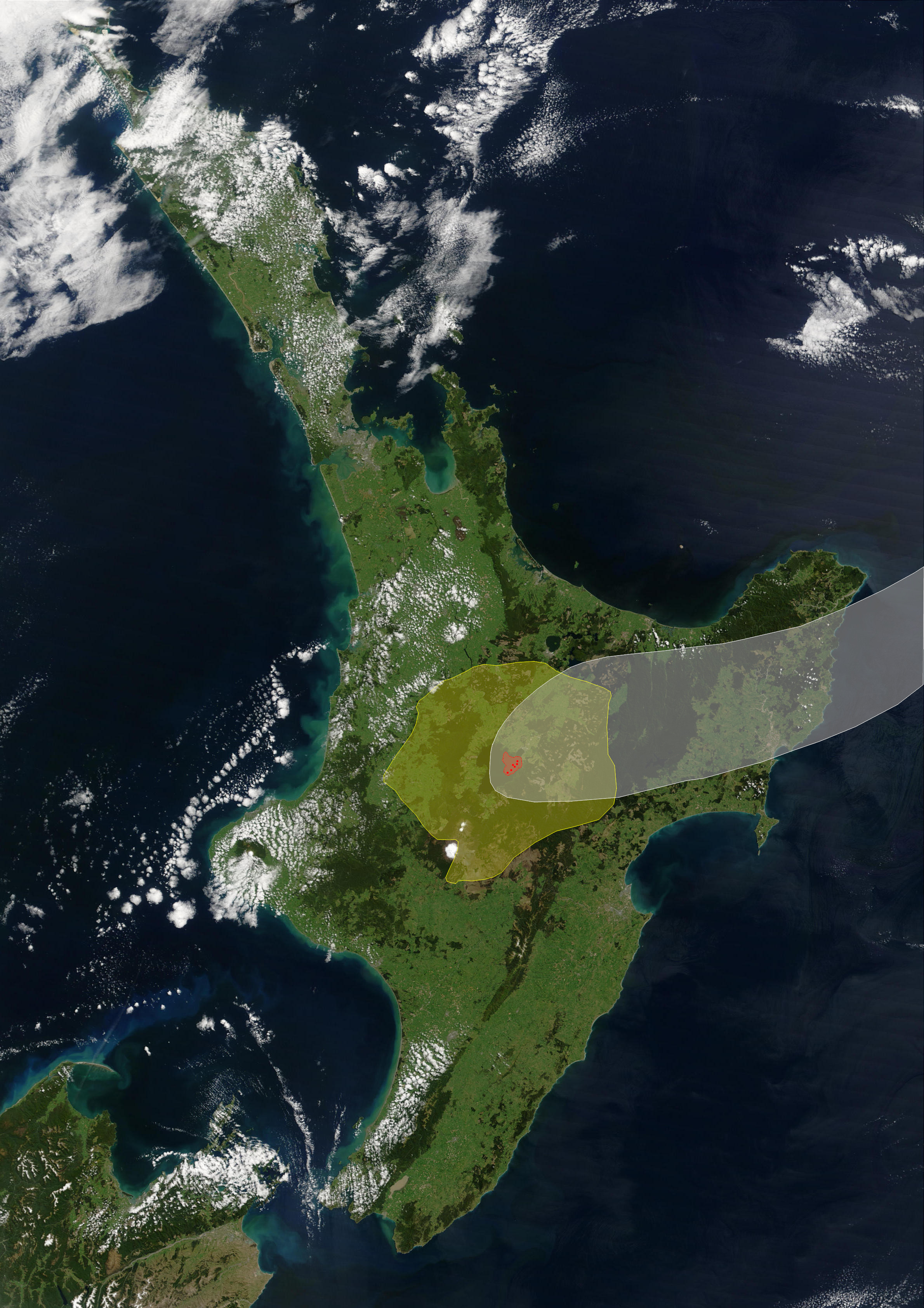
하테페 분화가 북섬에 미친 영향. 10cm 화산재 퇴적물(흰색 음영)과 화산쇄설류로 인한 이그님브라이트(노란색 음영). 붕괴 칼데라는 연한 빨간색으로 표시되어 있다. 현재 뉴질랜드 지도에 중첩되어 있다.

분화는 여러 단계를 거쳤으며, 6개의 뚜렷한 지표층이 확인되었지만, 5단계는 최소 26개의 퇴적물 하위 단위가 있다. 대부분의 단계는 주로 풍향 패턴으로 인해 칼데라 주변 지역과 동쪽 지역에만 영향을 미쳤다. 분출된 마그마의 구성은 균일했지만, 약한 수증기마그마식 분화, 플리니식 분화, 거대한 화산쇄설류 등 다양한 분화 양상이 나타났다. 유문암 종상 화산은 몇 년 또는 수십 년 후에 분출하여 호로마탕이 산호초와 와이타하누이 뱅크를 형성했다.
주요 화산쇄설류는 음속에 가까운 속도로 이동하여 주변 지역을 황폐화시켰고, 근처 카이마나와 산맥과 통가리로산 위로 1,500 m 이상을 올라갔으며, 80 km 이내의 땅을 이그님브라이트로 뒤덮었다. 루아페후산만이 화산쇄설류를 막을 수 있을 만큼 높았다.(pp.  128–9 ) 화산쇄설류의 힘은 너무 강력하여 일부 지역에서는 이그님브라이트가 퇴적된 것보다 더 많은 지표면 물질을 침식시켰다.:225 분화는 가을 오후에 발생했으며, 에너지 방출량은 TNT 환산 약 150메가톤에 달했다는 증거가 있다. 분화 기둥은 성층권을 뚫고 올라갔으며, 이는 그린란드와 남극의 빙하 코어 샘플에 있는 퇴적물로 밝혀졌다. 뉴질랜드는 마오리족이 1,000년 이상 후에 정착했으므로, 분화 당시에는 알려진 인간 거주자가 없었다. 같은 시기의 지진해일 퇴적물이 뉴질랜드 중부 해안에서 발견되었는데, 이는 분화가 지역적으로 기상해일를 일으켰으며, 훨씬 더 광범위한 파도가 발생했을 가능성이 있음을 시사한다(예: 1883년 크라카토아산 분화 이후 관찰된 것과 같은). 2003년부터 재분류된 단계는 다음과 같다:
| 단계 | 퇴적물                                 | 유형                                                                   | 부피                   | 시기와 비고                                                                          |
| ---- | -------------------------------------- | ---------------------------------------------------------------------- | ---------------------- | ------------------------------------------------------------------------------------ |
| 1    | unit Y1                                | 수증기마그마식 미세 화산재                                             | 0.05 km3 (0.012 cu mi) | 수 시간, 남서쪽 열극 분기공에서 최대 10 km의 분출 기둥 높이.                         |
| 2    | unit Y2                                | 주로 마그마성 건조 화산재 및 거친 하테페 경석                          | 2.5 km3 (0.60 cu mi)   | 10~30시간, 플리니식.                                                                 |
| 3    | unit Y3                                | 주로 수증기플리니식 하테페 화산재이나 건조 마그마성 화산재에 의해 중단 | 1.9 km3 (0.46 cu mi)   | 수십 시간까지, 다음 단계의 끝 또는 시작 무렵에 폭우.                                 |
| 4    | unit Y4                                | 로통가이오 미세 수증기플리니식 화산재                                  | 1.1 km3 (0.26 cu mi)   | Y3와 연속될 가능성 높음, 열극의 북동쪽 끝에 분기공.                                  |
| 5    | unit Y5a                               | 건조한 수포성 경석 및 화산재                                           | 7.7 km3 (1.8 cu mi)    | 17시간까지, 열극의 남서쪽으로 향하는 분기공. 분출 기둥은 40 km 높이.                 |
|      | unit Y5b                               | 건조 화산쇄설류                                                        | 1.5 km3 (0.36 cu mi)   | 5a 분출 기둥의 붕괴.                                                                 |
| 6    | unit Y6                                | 타우포 이그님브라이트                                                  | 30 km3 (7.2 cu mi)     | 15분 이내, 속도 250–300 m/s (820–980 ft/s) 또는 900–1,080 km/시간 (560–670 mi/시간). |
| 7    | 호로마탕이 산호초 및 와이타하누이 뱅크 | 유문암 종상 화산                                                       | 0.28 km3 (0.067 cu mi) | 수십 년 후까지.                                                                      |

## 이후
칼데라의 비워진 호수를 다시 채우는 데 최대 30년이 걸렸을 것으로 추정된다. 주변 40 km 지역의 경관에는 엄청난 변화가 있었고, 모든 생명체가 소멸하고 이전 지형은 평탄해졌으며, 이그님브라이트 지대 너머에는 특히 서쪽 지역에서 산불과 화산재로 인한 고사 현상이 있었을 것으로 보인다. 1937년에는 하테페 분화로 인한 퇴적물이 타우포호에서 160 km 떨어진 숲을 태울 정도로 뜨거웠다는 것이 확인되었지만, 이것이 화산쇄설류 때문이라는 것은 1956년까지 이해되지 않았다.:129 계곡은 이그님브라이트로 채워져 지형의 형태가 평탄해졌다.
와이카토강은 이그님브라이트 퇴적물로 막혔으며, 강에서 가장 낮은 막힘은 오라케이 코라코에 있었다. 이 막힘 위에는 오래된 레포로아 칼데라에 약 2~3년 동안 임시 호수가 형성되었고, 면적은 약 90 km2 (9,000 ha), 부피는 약 2.5 km3 (0.60 cu mi)까지 늘어났다.:109 이것은 거대한 홍수로 이그님브라이트 댐을 뚫고 터져 나왔으며, 최고 유량은 17,000 m3/s로 현재 강 최대 홍수 유량의 100배 이상으로 추정된다.
하테페 분화 이후 칼데라에 형성된 호수는 약 26,500년 전 훨씬 더 큰 오루아누이 분화 이후 형성된 호수보다 더 확장되었다. 이전 유출구는 막혔고, 약 20년 후에 거대한 홍수로 터져 나오기 전까지 호수 수위는 현재 수준보다 35 미터 (115 피트) 높아졌다. 20 km3 (4.8 cu mi) 이상의 물이:327 4주 이내에 강으로 흘러내려갔으며, 최고 방류량은 약 30,000 m3/s로, 와이카토강의 현재 유량의 약 200배에 달하는 속도로 일주일 이상 흘러내렸다.
분화 이후 유문암 종상 화산이 분출되었는데, 이 알려지지 않은 총 규모의 작은 분출들은 나중에 호수 해안에 퇴적된 거대한 경석 뗏목을 만들었다. 이 화산은 화산 활동이 활발한 시기가 지속적으로 관찰되어 활동 중인 것으로 분류된다.

## 분화 연대 측정
22개의 탄화된 샘플을 대상으로 한 초기 방사성 탄소 연대 측정 결과 보정되지 않은 평균 연대는 1,819 ± 17 BP (서기 131년 ± 17)이었다. 콜린 J. N. 윌슨 등의 연구는 계속되는 보정으로 방사성 탄소 결과가 더 최근 날짜로 이동한다고 언급했으며, 그들은 약 이 해에 발생한 특이한 대기 현상에 대한 고대 중국 및 로마 기록을 바탕으로 서기 186년을 정확한 분화 연도로 제안했다.
로버트 스티븐 존 스파크스 등이 1995년에 반구간 보정 오프셋을 조사하기 위해 이끈 노력에서, 연구팀은 타우포 분화로 죽은 한 나무의 나이테의 보정되지 않은 연대를 분석하고, 이 보정되지 않은 나이테 연대기를 북반구 보정 곡선에 교차 매칭하여, 보정된 나이테 연대를 외삽하여 서기 232년 ± 15년, 즉 나무가 살아있던 마지막 순간이라는 가장 바깥쪽 나이테 연대를 얻었다.
2012년에는 반구간 보정 오프셋을 우회하기 위해 타우포 분화로 죽은 한 나무의 나이테의 보정되지 않은 연대가 뉴질랜드에서 파생된 보정 데이터셋에 위글 매칭되어 현재 가장 정밀한 분화 연대인 서기 232년 ± 8년 (95.4% 신뢰도)을 얻었다. 이 연대는 1995년 연구 결과와 통계적으로 구별할 수 없으며, 현재 받아들여지는 연대이다. 분화 전 지하수에 마그마성 탄소가 존재하여 방사성 탄소 연대에 오염을 일으켰을 가능성이 제기된다. 그러나 타우포 분화에서 유래한 유문암 파편들이 루스벨트섬 빙하 코어에서 확인되었고, 이는 독립적으로 서기 약 230년 ± 19년으로 측정되어 잠재적인 연대 편향 주장을 반박한다. 이러한 연대들은 고지자기 연대 측정으로 결정된 서기 205년에서 373년 사이의 더 넓은 범위 내에 있지만, 앞서 언급한 이유로 연대는 여전히 약간 논란의 여지가 있다.

## 분화 후 토양 결핍
분화와 관련된 화산쇄설토는 여러 필수 미네랄이 부족했는데, 코발트 결핍은 동물에게 목초지 병을 유발하여 이 문제가 확인되고 해결될 때까지 생산적인 가축 사육을 불가능하게 만들었다. 1934년 뉴질랜드 정부 과학자들에 의한 이 확인은 아마도 뉴질랜드 농업에서 가장 중요한 단일 발전이었을 것이다, 그러나 1950년대에 항공기에서 과인산염 비료를 사용하여 코발트 이온을 포함한 비료를 살포할 때까지는 완전히 활용될 수 없었다.

## 같이 보기
- 북섬 화산대